# Nagi no asukara
Nagi no asukara (凪のあすから? lett. "Dal quieto domani") è una serie televisiva anime prodotta dalla P.A. Works per la regia di Toshiya Shinohara, trasmessa in Giappone tra il 3 ottobre 2013 e il 3 aprile 2014. Un adattamento manga, disegnato da Risō Maeda, ha iniziato la serializzazione sul numero di giugno 2013 della rivista Dengeki Daioh della ASCII Media Works.

## Trama
Un tempo l'umanità risiedeva sul fondo del mare. Tuttavia vi furono alcuni umani, desiderosi di vivere sulla superficie, che migrarono sulla terraferma, scindendo la popolazione in due parti. La storia si incentra su quattro studenti di quattordici anni del villaggio marino Shioshishio, i quali, dopo la chiusura del loro istituto Nami, sono costretti a frequentare la scuola media Mihama sulla superficie, dove incontrano un ragazzo di nome Tsumugu.

## Personaggi

### Personaggi principali

I personaggi principali nella seconda sigla d'apertura dell'anime

Hikari Sakishima (先島 光?, Sakishima Hikari)
Doppiato da: Natsuki Hanae, Megumi Han (da giovane)
Uno dei quattro amici d'infanzia di Shioshishio. È un tipo irascibile che riprende spesso Manaka per i suoi errori, pur essendone innamorato. È il figlio del capo sacerdote di Shioshishio che si trova al servizio del dio del mare. In un primo momento odia tutte le persone della superficie ma, dopo essere venuto a conoscenza dei rapporti tra gli umani della terraferma e quelli di mare (grazie ad Akari e Itaru), comincia a capire che non c'è differenza tra le due popolazioni. Va in ibernazione subito dopo aver salvato Akari durante l'Ofunehiki (おふねひき? una cerimonia delle barche).
Dopo il salto temporale di cinque anni, Hikari riappare durante un Tomoebi (un fenomeno caratterizzato dall'apparizione di 3 soli) senza alcun segno di invecchiamento. Riaccede alla scuola media Mihama come compagno di classe di Miuna e Sayu e vive con sua sorella a casa Shiodome.
Manaka Mukaido (向井戸 まなか?, Mukaido Manaka)
Doppiata da: Kana Hanazawa
Una delle studentesse di Shioshishio. È un'alunna delle medie molto insicura e indifesa sempre sull'orlo del pianto. Manaka prova dei sentimenti nei confronti di Tsumugu ed è altamente dipendente da Hikari e Chisaki. Tuttavia col passare del tempo inizia a diventare più autonoma. Dopo aver salvato Akari durante l'Ofunehiki ed essere caduta in mare, va in ibernazione e assume il ruolo di vergine sacrificale per il dio del mare.
Dopo il salto temporale viene trovata nel cimitero delle vergini di legno nei pressi di Shioshishio e portata sulla superficie mentre sta perdendo l'Ena. Si sveglia una settimana più tardi e inizia a vivere con la famiglia Shiodome, tuttavia ha perso la capacità di innamorarsi per aver smesso di essere la vergine sacrificale. Più tardi si scopre che è sempre stata innamorata di Hikari, ma aveva deciso di non dirlo a nessuno per non ferire i sentimenti di Chisaki.
Chisaki Hiradaira (比良平 ちさき?, Hiradaira Chisaki)
Doppiata da: Ai Kayano
Una delle studentesse di Shioshishio. Prova qualcosa per Hikari, ma ha paura di ammetterlo dopo aver capito che è innamorato di Manaka. Teme che i suoi sentimenti possano rovinare la loro relazione e per questo motivo li nasconde. Chisaki è l'unica tra gli amici di Shioshishio ad evitare l'ibernazione dopo l'Ofunehiki.
Sin dall'Ofunehiki viene ospitata a casa della famiglia Kihara e in seguito decide di andare in una scuola per infermieri. Quando poi si riunisce con i suoi amici di Shioshishio, si sente esclusa dal gruppo poiché ormai è diventata più grande di loro. Ha paura dei cambiamenti e si sente in colpa per aver vissuto una vita relativamente felice durante il salto temporale nonostante l'assenza dei suoi amici. Si è aggrappata disperatamente ai suoi vecchi sentimenti per Hikari come dimostrazione del fatto che non sia cambiata nel corso dei cinque anni trascorsi, ma in realtà si è innamorata di Tsumugu.
Kaname Isaki (伊佐木 要?, Isaki Kaname)
Doppiato da: Ryōta Ōsaka
Uno dei quattro amici d'infanzia di Shioshishio. È il migliore amico di Hikari ed è un tipo calmo e maturo per la sua età. È innamorato di Chisaki e si preoccupa sempre per lei. Durante l'Ofunehiki va in ibernazione dopo essere caduto dalla barca mentre aiutava Chisaki a salvare Tsumugu.
Dopo il salto temporale Kaname si risveglia senza essere invecchiato in maniera simile a quella di Hikari e viene ospitato a casa della famiglia Kihara, dove scopre di essere rivale in amore con Tsumugu per Chisaki.
Tsumugu Kihara (木原 紡?, Kihara Tsumugu)
Doppiato da: Kaito Ishikawa
Un ragazzo della superficie il cui nonno è un pescatore proveniente dal mare. Un giorno incontra Manaka pescandola con una rete. È un tipo tranquillo, impassibile e parecchio interessato al mondo sottomarino che non è in buoni rapporti con la madre.
Dopo il salto temporale frequenta il college e si specializza in oceanografia. Vive in città ed esegue ricerche all'università sui villaggi marini. Diventa anche più intimo con Chisaki e alla fine si innamora di lei. Dopo averle dichiarato i suoi sentimenti accidentalmente, la insegue in mare ed ottiene l'Ena. In seguito si scopre essere a conoscenza dei sentimenti di Manaka per Hikari sin dalla vigilia dell'Ofunehiki di cinque anni prima, ma che gli era stato chiesto da Manaka di non parlarne con nessuno.
Miuna Shiodome (潮留 美海?, Shiodome Miuna)
Doppiata da: Mikako Komatsu
Una bambina di terza elementare, figlia di Itaru. Miuna conosce Akari sin dalla nascita e le vuole molto bene, ma il pensiero di poterla perdere come la madre le ha impedito di accettarla subito in famiglia. In seguito riesce a vincere le sue paure e ad accogliere Akari come nuova madre. Ha una cotta per Hikari e, durante il periodo di cinque anni del salto temporale, viene spesso trovata da Tsumugu mentre osserva l'oceano in attesa del suo ritorno.
Dopo il salto temporale accede alle scuole medie insieme a Sayu, mentre i suoi sentimenti per Hikari non fanno altro che rafforzarsi, al punto tale da rifiutare un suo compagno di classe che aveva una cotta per lei sin dalle elementari. Dopo essere caduta in mare per caso, Miuna sviluppa l'Ena sulla pelle, acquisendo la capacità di respirare sott'acqua proprio come sua madre. Tuttavia, dopo aver ripristinato i sentimenti d'amore di Manaka, il dio del mare la prende come nuova vergine sacrificale, venendo poi portata in salvo da Hikari. Alla fine non è chiaro se riuscirà mai a superare o meno i suoi sentimenti per Hikari, ma ha deciso di supportare pienamente Manaka.
Sayu Hisanuma (久沼 さゆ?, Hisanuma Sayu)
Doppiata da: Kaori Ishihara
Una bambina di terza elementare dalle trecce castano chiaro e gli occhi color nocciola. È la migliore amica di Miuna ed ha una cotta per Kaname.
Dopo il salto temporale accede alle scuole medie insieme a Miuna e decide di studiare sodo per diventare una donna indipendente, ma i suoi sentimenti per Kaname continuano a rafforzarsi e fa di tutto per sopraffarli. Alla fine riesce a fare in modo che Kaname non la veda più come una piccola bambina, bensì come una ragazza della sua stessa età.

### Abitanti di Shioshishio
Tomoru Sakishima (先島 灯?, Sakishima Tomoru)
Doppiato da: Masuo Amada
Il padre di Hikari e Akari, nonché capo sacerdote di Shioshishio. Si prende cura dei figli e tende a fargli prendere le decisioni da soli.
Uroko-sama (うろこ様?, Uroko-sama)
Doppiato da: Kōsuke Toriumi
Una scaglia del dio del mare che ricopre il ruolo di messaggero. Si assicura che tutti seguano le leggi del villaggio. Si comporta da pervertito e ama bere sakè.

### Abitanti di Oshiooshi

#### Famiglia Shiodome
Akari Shiodome (潮留 あかり?, Shiodome Akari)
Doppiata da: Kaori Nazuka
La sorella maggiore di Hikari. Era un'amica di Miori e grazie al loro legame iniziò ad affezionarsi alla sua famiglia. In seguito alla morte di Miori, si sposa con Itaru e diventa la nuova madre di Miuna.
Dopo il salto temporale ha un figlio di 5 anni di nome Akira.
Itaru Shiodome (潮留 至?, Shiodome Itaru)
Doppiato da: Junji Majima
Il padre di Miuna. La sua prima moglie, Miori, era un'abitante del mare. Dopo diversi anni dalla morte di Miori, sviluppa lentamente una relazione con Akari e alla fine si risposa con lei.
Akira Shiodome (潮留 晃?, Shiodome Akira)
Doppiato da: Shizuka Ishigami
Il figlio di Akari e Itaru. È il nipote di Hikaru, nato durante l'ibernazione di Shioshishio. È un po' malizioso e presta attenzione solo a sua sorella Miuna e a Manaka. Si "innamora" di Manaka e alla fine della serie sviluppa l'Ena sulla pelle proprio come la sorella.
Miori Shiodome (潮留 みをり?, Shiodome Miori)
Doppiata da: Aya Endō
La madre deceduta di Miuna, nonché vecchia amica intima di Akari. Era originaria di Shioshishio, ma si trasferì sulla terraferma per sposare Itaru.

#### Compagni di classe di Tsumugu
Studenti del secondo anno della scuola media Mihama all'inizio della storia.
Takeshi Egawa (江川 岳?, Egawa Takeshi)
Doppiato da: Kengo Kawanishi
Un compagno di classe che contribuisce alla costruzione della statua per l'Ofunehiki.
Dopo il salto temporale ha messo incinta una ragazza. Decide di abbandonare il college e lavorare nell'azienda del padre della ragazza.
Shun Sayama (狭山 旬?, Sayama Shun)
Doppiato da: Yoshitsugu Matsuoka
Un compagno di classe che contribuisce alla costruzione della statua per l'Ofunehiki.
Dopo il salto temporale lavora al Saya Mart. Ama giocare a pachinko.
Kaori Akiyoshi (秋吉 香?, Akiyoshi Kaori)
Doppiata da: Yurika Kubo
Una compagna di classe che contribuisce alla costruzione della statua per l'Ofunehiki. Ama stuzzicare Chisaki.
Yū Seiki (清木 憂?, Seiki Yū)
Doppiata da: Ikumi Hayama
Una compagna di classe che contribuisce alla costruzione della statua per l'Ofunehiki. Sembra avere una cotta per Kaname.

#### Compagni di classe di Miuna
Studenti del secondo anno della scuola media Mihama dopo il salto temporale.
Atsushi Minegishi (峰岸 淳?, Minegishi Atsushi)
Doppiato da: Ayumu Murase
Un compagno di classe di Miuna che le si è confessato ed è stato respinto.

#### Altri personaggi
Isamu Kihara (木原 勇?, Kihara Isamu)
Doppiato da: Motomu Kiyokawa
Un vecchio abitante di Shioshishio, nonché nonno di Tsumugu e pescatore. In seguito al disastro avvenuto durante l'Ofunehiki, accoglie Chisaki in casa.
Dopo il salto temporale viene ricoverato in ospedale a causa del peggioramento della sua salute.
Satoru Mihashi (三橋 悟?, Mihashi Satoru)
Doppiato da: Shinji Kawada
Il professore di ricerca di Tsumugu all'università.

## Media

### Manga
Un adattamento manga, scritto da Project-118 e disegnato da Risō Maeda, ha iniziato la serializzazione sul numero di giugno 2013 della rivista Dengeki Daioh della ASCII Media Works. Il primo volume tankōbon è stato pubblicato il 27 settembre 2013 ed entro il 26 settembre 2015 ne sono stati messi in vendita cinque in tutto. Un manga yonkoma dal titolo Nagi no asukara 4-koma gekijō: nagiyon (『凪のあすから』4コマ劇場 なぎよん?), sempre scritto da Project-118 e disegnato da Anko Chatō, ha iniziato la serializzazione sulla rivista Dengeki Daioh g della ASCII Media Works il 27 settembre 2013. Un volume tankōbon è stato pubblicato il 27 gennaio 2014.

#### Volumi
| Nº | Data di prima pubblicazione | Data di prima pubblicazione | Data di prima pubblicazione |
| Nº | Giapponese                  | Giapponese                  |                             |
| -- | --------------------------- | --------------------------- | --------------------------- |
| 1  | 27 settembre 2013           | ISBN 978-4-04-891935-7      |                             |
| 2  | 27 febbraio 2014            | ISBN 978-4-04-866300-7      |                             |
| 3  | 26 luglio 2014              | ISBN 978-4-04-866699-2      |                             |
| 4  | 27 febbraio 2015            | ISBN 978-4-04-869306-6      |                             |
| 5  | 26 settembre 2015           | ISBN 978-4-04-865356-5      |                             |

### Anime
Il progetto televisivo anime, scritto da Mari Okada e prodotto dalla P.A. Works per la regia di Toshiya Shinohara, è andato in onda dal 3 ottobre 2013 al 3 aprile 2014. Le sigle di apertura, cantate da Ray, e quelle di chiusura, di Nagi Yanagi, sono rispettivamente lull ~Soshite bokura wa~ (lull〜そして僕らは〜?) e Aqua terrarium (アクアテラリウム?, Akua terariumu) per gli episodi 1–13 e poi Ebb and Flow e Mitsuba no musubime (三つ葉の結びめ?) per gli episodi 14–26. Quest'ultimo episodio, in particolare, presenta anche le musiche lull ~Earth color of a calm~ e mnemonic, sempre cantate da Ray e Yanagi. Gli episodi sono stati trasmessi in streaming, in contemporanea col Giappone, da Crunchyroll, mentre i diritti sono stati acquistati da NIS America in America del Nord, da Siren Visual in Australia e Nuova Zelanda e da MVM Entertainment in Gran Bretagna.

#### Episodi
| Nº | Titolo italiano (traduzione letterale) Giapponese 「Kanji」 - Rōmaji | In onda          | In onda |
| Nº | Titolo italiano (traduzione letterale) Giapponese 「Kanji」 - Rōmaji | Giapponese       |         |
| 1  | Tra mare e terra 「海と大地のまんなかに」 - Umi to daichi no mannaka ni | 3 ottobre 2013   |         |
| 2  | Pellicola fredda 「ひやっこい薄膜」 - Hiyakkoi usumaku | 10 ottobre 2013  |         |
| 3  | Le tradizioni del mare 「海のいいつたえ」 - Umi no iitsutae | 17 ottobre 2013  |         |
| 4  | Perché siamo amici 「友達なんだから」 - Tomodachi nanda kara | 24 ottobre 2013  |         |
| 5  | Ascolta, nudibranco 「あのねウミウシ」 - Ano ne umiushi | 31 ottobre 2013  |         |
| 6  | Oltre il vortice solare 「巴日のむこう」 - Tomoebi no mukō | 7 novembre 2013  |         |
| 7  | L'Ofunehiki è a rischio 「おふねひきゆれて」 - Ofunehiki yurete | 14 novembre 2013 |         |
| 8  | Oltre i sentimenti incerti 「たゆたう想いのさき」 - Tayutau omoi no saki | 21 novembre 2013 |         |
| 9  | Calore sconosciuto 「知らないぬくもり」 - Shiranai nukumori | 28 novembre 2013 |         |
| 10 | La neve calda continua a cadere 「ぬくみ雪ふるふる」 - Nukumi yuki furufuru | 5 dicembre 2013  |         |
| 11 | Tempi che cambiano 「変わりゆくとき」 - Kawariyuku toki | 12 dicembre 2013 |         |
| 12 | Voglio essere gentile 「優しくなりたい」 - Yasashiku naritai | 19 dicembre 2013 |         |
| 13 | Dita irraggiungibili 「届かぬゆびさき」 - Todokanu yubisaki | 26 dicembre 2013 |         |
| 14 | Il giorno della promessa 「約束の日」 - Yakusoku no hi | 9 gennaio 2014   |         |
| 15 | Il protettore dei sorrisi 「笑顔の守り人」 - Egao no mamoribito | 16 gennaio 2014  |         |
| 16 | I sussurri delle onde lontane 「遠い波のささやき」 - Tōi nami no sasayaki | 23 gennaio 2014  |         |
| 17 | Il duo di malate 「ビョーキなふたり」 - Byōki na futari | 30 gennaio 2014  |         |
| 18 | Shioshishio 「シオシシオ」 - Shioshishio | 6 febbraio 2014  |         |
| 19 | La sperdutella perduta... 「まいごの迷子の。。。」 - Maigo no maigo no... | 13 febbraio 2014 |         |
| 20 | La bella addormentata 「ねむりひめ」 - Nemuri hime | 20 febbraio 2014 |         |
| 21 | Il messaggero dal fondale 「水底よりの使い」 - Minasoko yori no tsukai | 27 febbraio 2014 |         |
| 22 | Ciò che è andato perduto 「失くしたもの」 - Nakushita mono | 6 marzo 2014     |         |
| 23 | A chi appartengono questi sentimenti? 「この気持ちは誰のもの」 - Kono kimochi wa dare no mono | 13 marzo 2014    |         |
| 24 | Detriti 「デトリタス」 - Detoritasu | 20 marzo 2014    |         |
| 25 | L'amore assomiglia al mare. 「好きは、海と似ている。」 - Suki wa, umi to nite iru. | 27 marzo 2014    |         |
| 26 | Il colore del mare. Il colore della terra. Il colore del vento. Il colore del cuore. Il tuo colore. ~Earth color of a calm~ 「海の色。 大地の色。 風の色。 心の色。 君の色。 〜Earth color of a calm〜」 - Umi no iro. Daichi no iro. Kaze no iro. Kokoro no iro. Kimi no iro. Earth color of a calm | 3 aprile 2014    |         |